# Fredlanea aequatoria
Fredlanea aequatoria là một loài bọ cánh cứng trong họ Cerambycidae.